# Ананич, Лилия Станиславовна
Ли́лия Станисла́вовна Ана́нич (бел. Лілія Станіславаўна Ананіч; род. 2 января 1960, д. Леоново, Борисовский район, Минская область, Белорусская ССР, СССР) — белорусский политический и государственный деятель, депутат Палаты представителей Национального собрания VII созыва, председатель белорусского «Союза издателей и распространителей печати», в прошлом — министр информации Беларуси, заместитель председателя общественной организации «Белорусский союз женщин».

## Биография
Лилия Станиславовна Ананич родилась 2 января 1960 года в деревне Леоново Борисовского района Минской области Белорусской ССР. Мать — учительница немецкого языка, белорусского языка и литературы, отец Станислав Иосифович Яцевич — директор школы, преподаватель истории и географии. В 1982 году окончила факультет журналистики Белорусского государственного университета имени В. И. Ленина, в 2000 году — Академию управления при Президенте Республики Беларусь.
С 1982 по 1984 год работала в Минском районе фотокорреспондентом районной газеты «Шлях камунізму» (рус.: «Путь коммунизма»).
С 1984 года по 1992 год — в Минске: редактор, старший редактор издания Научно-исследовательского института средств автоматизации (НИИ СА, сегодня это предприятие ВПК называется ОАО «АГАТ — системы управления»).
В 1992—96 годах — редактор, главный специалист, заместитель начальника управления средств массовой информации Министерства культуры и печати Беларуси. Заместитель начальника, начальник информационно-аналитического управления Госкомитета по печати Беларуси (1996—2001). С момента основания работала в Министерстве информации Республики Беларусь: замминистра (2001—2003), первый замминистра (2003—2014), министр (2014—2017). Имя Лилии Ананич было включено под № 110 в «чёрный список» чиновников, которым до отмены санкций был запрещен въезд на территорию Евросоюза. В должности замминистра отметилась жёсткими санкциями в отношении негосударственной прессы.
30 июня 2014 года указом Александра Лукашенко назначена министром информации Беларуси. Продолжила репрессивную практику в должности министра, вынося «предупреждения» СМИ, блокируя российские и белорусские сайты на основании «экспертных заключений» созданных при министерстве псевдоэкспертных структур («республиканских комиссий»), инициируя уголовные преследования журналистов и публицистов.
28 сентября 2017 года президентским указом освобождена от должности министра информации Беларуси, по официальной версии — в связи с выходом в отставку.
«Мы не можем ей предъявить какие-то чрезвычайные претензии и отстранить от должности. Мы должны четко понимать, что она будет работать на другом участке. Вы мне потом доложите, куда предлагаете её трудоустроить», — поручил Александр Лукашенко главе Администрации президента Наталье Кочановой, комментируя обстоятельства назначения нового министра информации.
По неофициальной версии, распространённой в российских СМИ, поводом для отставки Лилии Ананич стало инициированное в декабре 2016 года громкое уголовное «дело регнумовцев» («дело пророссийских публицистов»), в котором она играла ключевую роль. При её непосредственном участии три белорусских публициста — Дмитрий Алимкин, Юрий Павловец и Сергей Шиптенко — были арестованы, обвинены в «разжигании вражды и розни между народами Беларуси и России», провели 14 месяцев в минском СИЗО «Володарка» и в феврале 2018 года были приговорены к пяти годам лишения свободы каждый за публицистическую деятельность в российских СМИ. В этот период Ананич вошла в конфликт не только с российскими СМИ, где печатались белорусские авторы, но также с Минкомсвязи РФ и с Роскомнадзором, распространив информацию по данному уголовному делу, которую российское ведомство не подтвердило.
С 2018 года Лилия Ананич возглавляет Белорусский Союз издателей и распространителей печати.
В сентябре 2019 года Центризбирком Беларуси зарегистрировал инициативную группу по сбору подписей за выдвижение Лилии Ананич кандидатом в депутаты нижней палаты белорусского парламента — Палату представителей Национального собрания.
В декабре 2019 года Лилия Ананич стала зампредом комиссии ППНС по правам человека, национальным отношениям и средствам массовой информации (председатель Геннадий Давыдько). На новом поприще комментировала строительство станций обезжелезивания и реконструкции системы очистных сооружений.
В феврале 2021 года стало известно, что постановлением Совета министров Л. Ананич утверждена главой Республиканской экспертной комиссии по оценке информационной продукции на предмет наличия (отсутствия) в ней признаков проявления экстремизма (при условии её согласия).

## Депутат Палаты представителей

### VII созыв (с 6 декабря 2019)
Во время функционирования Палаты представителей VII созыва является заместителем председателя Постоянной комиссии по правам человека, национальным отношениям и средствам массовой информации.
Законопроекты:
- "Об изменении Закона Республики Беларусь «О Белорусском Обществе Красного Креста»;
- «Об изменении законов по вопросам противодействия экстремизму»;
- «О недопущении реабилитации нацизма»;
- «Об изменении законов по вопросам средств массовой информации».

## Выборы
| Кандидат                    | Кандидат                      | Субъект выдвижения                | Голосов | %     |
| --------------------------- | ----------------------------- | --------------------------------- | ------- | ----- |
|                             | Ананич Лилия Станиславовна    | Беспартийная                      | 40 947  | 77,81 |
|                             | Закревский Игорь Владимирович | Либерально-демократическая партия | 6 892   | 13,1  |
| Против всех                 | Против всех                   | Против всех                       | 4 295   |       |
| Недействительных бюллетеней | Недействительных бюллетеней   | Недействительных бюллетеней       | 491     |       |
| Всего                       | Всего                         | Всего                             | 65 922  | 100   |
| Явка избирателей            | Явка избирателей              | Явка избирателей                  | 52 625  | 79,83 |

## Критика
Оценки итогов деятельности Ананич на посту министра информации Беларуси в СМИ Союзного государства были неоднозначные, среди независимых СМИ — преимущественно негативные.
В 2017 году политолог Вольф Рубинчик отметил, что в 2003 году Л. Ананич «пристроилась» в качестве соавтора к книге кандидата филологических наук В. Воробьева, посвящённой СМИ в Беларуси, не внеся достаточного творческого вклада: «похоже, тогдашняя замминистра… ловко использовала своё служебное положение».

## Семья
Муж — Пётр Ананич, предприниматель. В браке у них двое детей — сын Андрей и дочь Ольга.
Младшая дочь Лилии Ананич — Ольга Саруханова, была принята на журфак БГУ и по обмену направлена на журфак МГУ. Около полугода жила в Канаде, гражданство не получила и вернулась в Москву, где работала в РБК, а в 2016 году, благодаря министерским связям матери, была трудоустроена заместителем главного редактора газеты Союзного государства Беларуси и России «Союзное вече». Мать двоих детей, проживает в Москве. Замужем за Артуром Сарухановым — главным редактором российского сетевого издания «За рулем» (zr.ru). ИП Саруханова Ольга Петровна с 2016 года зарегистрирована как российский налогоплательщик с белорусским гражданством, основной вид деятельности — «Деятельность информационных агентств», осуществляет свою коммерческую деятельность в Москве (по данным Rusprofile.ru).
Старший сын — Андрей Ананич, окончил Белгосуниверситет (менеджер), работал в компании «Трайпл» приближённого к Александру Лукашенко крупного предпринимателя Юрия Чижа и в 2016 году женился на журналистке печатного органа Администрации президента Беларуси — газеты «Советская Белоруссия» («СБ. Беларусь сегодня»).

## Награды
- две Почётные грамоты Совета Министров Республики Беларусь.
- Орден Почёта (Беларусь), 2016[31].
- Памятный знак «МПА СНГ. 25 лет» (27 марта 2017 года, Межпарламентская ассамблея СНГ) — за содействие в деятельности Межпарламентской Ассамблеи и её органов[32].
- Медаль «За безупречную службу» III степени (18 марта 2024 года) — за плодотворную государственную и общественную деятельность, значительный личный вклад в развитие законодательства и парламентаризма[33].